# Chiesa di San Francesco d'Assisi (Genzano di Roma)
La chiesa di San Francesco d'Assisi è un edificio religioso eretto nel XVII secolo come chiesa annessa al convento dei Cappuccini di Genzano di Roma. Adibito al culto della chiesa cattolica fino al 2005, dal 2009 l'edificio ospita la parrocchia della Chiesa ortodossa rumena dedicata a Santa Anastasia martire.

## Storia
L'edificio di Genzano fu costruito fra il 1637 e il 1643, annesso al convento dei Cappuccini i quali si trasferirono a Genzano da Nemi, dopo più di cento anni di permanenza nella precedente sede. A causa della difficoltà di portare l'acqua corrente nel convento di Nemi, della posizione scomoda in cui era situato il medesimo e soprattutto per l'ostilità del feudatario di Nemi Mario Frangipane, nel 1637 i frati cappuccini di Nemi presero la decisione di abbandonare il convento nemorense e di trasferirsi a Genzano, dove il duca Giuliano III Cesarini finanziò la costruzione del nuovo convento. Sovrintendente della nuova costruzione fu il cappuccino Fra Michele da Bergamo, in precedenza autore di altri numerosi conventi e chiese attorno a Roma, il quale morì nel 1641.
Il 17 maggio 1642 il cardinale Alessandro Cesarini, fratello del duca Giuliano, consacrò personalmente la chiesa, facendo apporre sul muro laterale sinistro del presbiterio la seguente iscrizione:
La chiesa dei Cappuccini divenne uno dei punti fermi urbanistici di Genzano, costituendo uno dei vertici del sistema olmario. Nella chiesa sono seppelliti alcuni Cesarini e i primi Sforza Cesarini. Nel 1875, con la soppressione delle corporazioni religiose e l'incameramento dei beni ecclesiastici, la proprietà passò al comune di Genzano. La chiesa fu danneggiata durante la seconda guerra mondiale. Alla fine del XX secolo, con l'abbandono del convento da parte dei Cappuccini, la chiesa venne chiusa al culto cattolico e nel 2009 fu concessa alla Chiesa ortodossa rumena (Parrocchia dedicata a Santa Anastasia martire.